# Регтайм бенд Олександра
Регтайм бенд Олександра (англ. Alexander's Ragtime Band) — американський мюзикл режисера Генрі Кінга 1938 року.

## Сюжет
Ця історія почалася в 1915 році за часів неприборканого Джазу. Роджер Грант, який народився на Ноб Хілл в Сан-Франциско, отримує класичну музичну освіту. Але одного разу, почувши пекучі ритми африканського джазу, він кидає свою респектабельну кар'єру заради музики реґтайм.
Грант створює свій власний оркестр «Олександр Реґтайм Бенд», названий так на честь популярної пісні й запрошує солісткою співачку Стеллу Кербі. Він закохується в Стеллу, але незабаром їм доводиться розлучитися, оскільки він їде з музичною бригадою на фронт. Тим часом Стелла виходить заміж за його друга Чарлі Дваєра, але шлюб не приносить їй щастя. Повернувшись з війни, Роджер продовжує свій шлях на естраді. Його оркестр об'їхав всю Америку і став надзвичайно популярний.
Стелла усвідомлює, що — як і раніше шалено любить Роджера. Вона готова повернутися до нього, але боїться бути відкинутою. У цієї історії щасливе завершення, вони знову будуть разом, і їхні серця битимуться в унісон.

## У ролях
- Тайрон Павер — Роджер Грант
- Еліс Фей — Стелла Кербі
- Дон Амічі — Чарлі Дваєр
- Етель Мерман — Джеррі Аллен
- Джек Гейлі — Дейві Лейн
- Жан П'єр Герсгольт — професор Гайнріх
- Гелен Вестлі — тітка Софі
- Джон Керредайн — водій таксі
- Пол Герст — Білл
- Воллі Вернон — Воллі Вернон
- Діксі Данбар